# Angels (série télévisée)
Pour les articles homonymes, voir Angels.
Angels est une série télévisée britannique en 220 épisodes de 50, puis 25 minutes, créée par Paula Milne et diffusée du 1er septembre 1975 au 22 décembre 1983 sur le réseau BBC.

## Synopsis
Cette série raconte les vies personnelles et professionnelles d'un groupe d'infirmières à l'Hôpital St Angela dans le quartier londonien de Battersea.

## Distribution

### 1975-1977
- Fiona Fullerton : Patricia Rutherford (1975-1976), (13 épisodes)
- Érin Geraghty (en) : Maureen Morahan (1975-1976), (21 épisodes)
- Clare Clifford (en) : Shirley Brent (1975-1976), (16 épisodes)
- Julie Dawn Cole : Jo Longhurst (1975-1976), (28 épisodes)
- Lesley Dunlop : Ruth Fullman / Doreen Keaton (1975-1982), (4 épisodes)
- Karan David : Sita Patel (1975-1976), (10 épisodes)
- Angela Bruce (en) : Sandra Ling (1976-1979), (21 épisodes)
- Marcia King : Sœur Ashton (1976), (2 épisodes)
- Nadia Cattouse (en) : Sœur Young (1975-1976), (3 épisodes)

### 1978-1983
- Joanna Monro (en) : Anna Newcross (1978-1981), (46 épisodes)
- Judith Jacob (en) : Beverley Slater (1979-1981), (41 épisodes)
- Fay Howard : Adrienne O'Shea (1980), (1 épisode)
- Susan Gilmore (en) : Elizabeth Fitt (1980-1981), (12 épisodes)
- Sharon Rosita : Fleur Barratt (1978-1981), (46 épisodes)
- Shelley King (en) : Jay Harper (1978-1980), (14 épisodes)
- Shirley Cheriton (en) : Shirley Bren (1978-1981), (46 épisodes)